# Gewista
Die Gewista-Werbegesellschaft m.b.H. ist ein Werbeunternehmen in der Außenwerbung in Österreich mit Sitz in der Litfaßstraße 6 (benannt in Anlehnung an die Plakat- und Werbeträgersäulen, genannt Litfaßsäulen) im dritten Wiener Gemeindebezirk Landstraße.

## Name und Besitzverhältnisse
Die Gewista wurde am 8. November 1921 als Gemeinde Wien – Städtische Ankündigungsunternehmung der Magistratsabteilung der Stadt Wien zur Vermarktung von Verkehrsmittelwerbung gegründet. Erst im Jahr 1974 wurde die Gewista aus dem Städtischen Magistrat ausgegliedert. Mehrheitsbesitzer war nun die WABVG – Wiener Allgemeine Beteiligungs- und Verwaltungsgesellschaft (ab 1983 Wiener Holding, seit 2003 Wien Holding), die restlichen 49 % hielten die Progress Werbung und die IWG. Von 1974 bis 1998 leitete Erik Hanke das Unternehmen.
Nach der sogenannten „Ostöffnung“ gründete die Gewista im Jahr 1990 Tochterunternehmen in Prag und Bratislava und übernahm gemeinsam mit Mahir und der Städtischen Vermögensverwaltung Budapest das ungarische Unternehmen Europlakat. Aus diesen Investments wurde seitdem der größte Außenwerbekonzern Osteuropas. 1993 übernahm die Bank Austria die Mehrheitsanteile der Gewista und übertrug diese im Jahr 2000 an ihre Stiftungstochter B&C Holding.
Ab Mai 2000 begann eine Phase der Umstrukturierung, in der zunehmend der französische Außenwerbekonzern JCDecaux an Einfluss im Unternehmen gewann: Spätestens seit 2010 gehören 67 % der Gewista der JCDecaux Central and Eastern Europe Holding (an der auch die B&C Holding beteiligt ist) und 33 % der PROGRESS Beteiligungsges. m.b.H. (30 % der PROGRESS Beteiligungsges. m.b.H. hält die A.W.H. Beteiligungsgesellschaft m.b.H., die dem Verband der Wiener Arbeiterheime gehört). Geschäftsführer der A.W.H Beteiligungsgesellschaft m.b.H. ist Helmut Laska, Ehemann der ehemaligen Wiener Vizebürgermeisterin Grete Laska (SPÖ). Außerdem befinden sich in leitenden Positionen der A.W.H Beteiligungsgesellschaft zahlreiche ehemalige Politiker der SPÖ Wien, unter anderem der ehemalige Landtagspräsident Harry Kopietz, was regelmäßig zu heftigen politischen Kontroversen führt (siehe Kritik).

## Geschäftsfeld
Als klassisches Außenwerbungs-Unternehmen vermarktet die Gewista (Stand Juli 2020) 16.000 Plakatstellen, 1.500 Litfaßsäulen, über 11.700 City Light-Flächen (von hinten beleuchtete Plakate bei Wartehäuschen) sowie 680 so genannte Rolling Boards, sowie über 500 Digitalstandorte (Großbildschirme und Videowände). Darüber hinaus rund 3.000 Werbetafeln in den Wiener U-Bahn-Stationen und über 23.000 im Rollmaterial der Wiener Linien und der Wiener Lokalbahnen. Zum Geschäftsfeld gehören weiters Dauerwerbe- und Orientierungstafeln, Sonderwerbeträger, Werbeflächen in und an öffentlichen Gebäuden, Stadien und anderen Verkehrspunkten. Das 1998 gegründete Tochterunternehmen Infoscreen Austria GmbH betreibt in einigen Wiener U-Bahn-Stationen (und sogar in einem U-Bahn-Zug) Großbildprojektionen, auf denen ein Programmmix aus Veranstaltungstipps, Nachrichtenmeldungen (zum Teil mit kurzen Filmausschnitten), Cartoons und Werbeeinschaltungen (sogenannte „elektronische Außenwerbung“) zu sehen ist.

### Citybike Wien
Seit 2003 betreibt die Gewista auch das Radverleihsystem Citybike Wien  Im Jahr 2010 erfolgte in der zweiten Ausbauphase die Ausweitung um 60 Citybike-Stationen in den Außenbezirken Wiens, deren laufender Aufwand jährlich rund 860.000 Euro ausmachen soll. Diese anfallenden Kosten werden von der Stadt Wien getragen und der Gewista seit Vertragsbeginn abgegolten. Da die Kosten in Höhe von rund 1,1 Millionen Euro pro Jahr für den laufenden Betrieb an den 61 Citybike-Stationen innerhalb des Wiener Gürtels nach Gewista-Darstellung – insbesondere auch in der Folge der Corona-Krise – nicht mehr zu tragen sind, wurde mit der Stadt im ersten Halbjahr 2020 um Kostenübernahme durch die Stadt verhandelt und im Falle der Nichteinigung die Schließung der Standorte noch vor dem Sommer angedroht. Da in den Verhandlungen sowohl der zuständige Magistrat, wie auch die grünen Vizebürgermeisterin und Verkehrsstadträtin Birgit Hebein die Übernahme ablehnten, kündigte Gewista die Auflassung dieser 61 Citybike-Stationen ab 13. Juli 2020 an. Der Betrieb der 61 Citybike-Stationen in Wien soll im Herbst 2020 von den Wiener Linien übernommen werden.

### Citybike Salzburg
Seit Ende 2005 wird auch Citybike Salzburg mit einer City-Bikestation am Ferdinand-Hanusch-Platz in Salzburg betrieben.

## Marktposition
Die Gewista sieht sich selbst als eines der größten Außenwerbeunternehmen Österreichs. Der Mitbewerber Epamedia betreibt österreichweit insgesamt über 19.500 Außenwerbestellen (Stand Juli 2020) und sieht sich damit seinerseits als das Unternehmen mit höchster Präsenz an Werbeflächen in Österreich.

## Kritik
Der Gewista wird seit jeher ein Naheverhältnis zur Stadt Wien bzw. zur ehemals absolut regierenden Wiener SPÖ nachgesagt.
- So kritisierte das Kontrollamt der Stadt Wien die „Fast-Monopolstellung“ der Gewista und deren Bevorzugung gegenüber anderen Bewerbern sowie die vergleichsweise geringen Tarife.[18]
- Während beispielsweise in Linz 900 Euro pro Jahr für eine Rollingboard-Anlage fällig werden oder in Kärnten sogar bis zu 5900 Euro, gibt man sich in Wien mit 300 Euro zufrieden.[19]
- Außerdem wurde in dem Bericht die leichtfertige Erteilung der Genehmigung für knapp 5000 sogenannte Halbschalen an Lichtmasten kritisiert, ohne beispielsweise Fragen der Verkehrssicherheit zu überprüfen.
- ÖVP und Grüne kritisieren, dass die SPÖ indirekt über die Progress Beteiligungsgesellschaft an der Gewista beteiligt sei und somit mehr Interesse am Monopol des Unternehmens als an der Sicherheit der Wiener habe. Bürgermeister Michael Häupl spricht von Unterstellungen und bestreitet, dass die Gewista ein Monopol hat.[18]
- Ein weiterer Bericht des Kontrollamts deckte auf, dass die Kosten für den Wiener Tierschutztag der Magistratsabteilung 60 (Veterinäramt) von 2005 auf 2006 um 40 % auf knapp 261.000 Euro gestiegen sind und dieses Geld vor allem in Werbung auf den Rolling Boards der Gewista floss.[20]
- Vor den Nationalratswahlen 2006 warfen Die Grünen – Die grüne Alternative der von politischen Beobachtern und Medien als SPÖ nahe eingeschätzten Gewista massive Preisnachlässe für die SPÖ vor, da ihrer Meinung nach die beanschlagten Wahlkampfkosten gemessen an der Menge an Werbeeinschaltungen zu niedrig angesetzt worden wären.[21]
- Zur Nationalratswahlen 2008 wollte die SPÖ auf die Dreiecksständer verzichten und stattdessen die Werbeflächen der Gewista verwenden. Dies wurde von den anderen Parteien u. a. mit der Begründung abgelehnt, dass die SPÖ über mehrere Ecken mit der Gewista verbunden sei und somit leichter an Plakatflächen komme.[22]